# Битка при Чамурли
Битката при Чамурли слага край на т.нар. османско междуцарствие, настъпило след злополучния за османците изход от битката при Ангора.
Състои се на 5 юли 1413 г. край село Чамурлии, което днес се намира на дъното на язовир „Искър“.
Един срещу друг се изправят последните двама претенденти за османския престол – Муса Челеби, по-известен като кесиджия, т.е. главорез от български юнашки епос и брат му – Мехмед Челеби. Муса Челеби преди това побеждава брат си в битка при София – Сюлейман Челеби, сдобивайки се с титлата владетел на Запада, т.е. на Румели в Адрианопол (пред еничарите).
За двете години власт в Румели, Муса си спечелва прякора кесиджия и ненавистта на целокупното ислямизирано и християнско население, което се обединява около алтернативата да бъде издигнат брат му за владетел. 

Ето какво описание дава на последствията от битката хрониста Дука: 
| „ | Когато император Мануил II Палеолог научил, че Мехмед е станал самостоятелен владетел, изпратил при него най-знатните си приближени, които да поискат от Мехмед да предаде всичките земи които бил обещал, докато пребивавал в Константинопол. Мехмед ги посрещнал приятелски и след тържествена церемония им отстъпил всички крепости по черноморското крайбрежие, селищата и крепостите в Тесалия, както и всички земи покрай Мраморно море. След това ги обсипал с щедри дарове и ги отпратил в мир, като им казал следното: „Вървете и кажете на моя баща, императора на ромеите, че с Божията помощ и със съдействието на моя баща и император, аз поех властта. Отсега нататък аз ще му се подчинявам като син на баща. Няма да проявявам неблагодарност и неуважение. Нека заповяда каквото поиска и аз съм готов да му служа с най-искрено удоволствие.“. В същия приятелски дух Мехмед се обрънал към пратениците на Сърбия, Влахия, България, дука на Янина, деспота на Лакедемония и принца на Ахея. След като ги поканил на своята маса и вдигнал наздравица за тяхното приятелство, той ги изпратил със следните думи: „Кажете на вашите господари, че им предлагам мир в замяна на мир. И нега Бог накаже този, който нарушава мира.“. | “ |